# Bardhaman (district)
Bardhaman of Burdwan is een voormalig district van de Indiase staat West-Bengalen. Het district telde 6.919.698 inwoners (2001) op een oppervlakte van 7024 km².
Bij een herindeling in 2017 werd het district opgesplitst in twee aparte gedeelten. De noordwestelijke strook, gelegen tussen de rivieren Damodar en Ajay, ging verder als het district Paschim Bardhaman (West-Bardhaman), terwijl het centrale en oostelijke deel het district Purba Bardhaman (Oost-Bardhaman) ging vormen. De stad Bardhaman, die als hoofdstad fungeerde van het verenigde district, bleef de hoofdstad van Purba Bardhaman; voor Paschim Bardhaman werd dit Asansol.

## Galerij

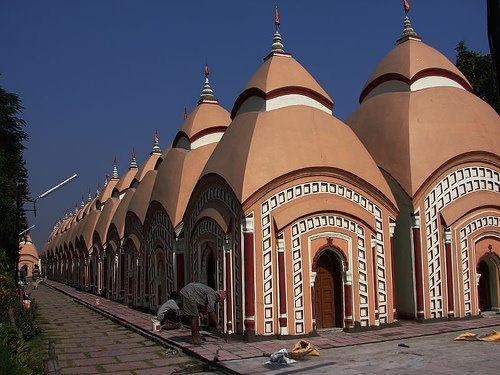
108 Shiv tempel in Bardhaman
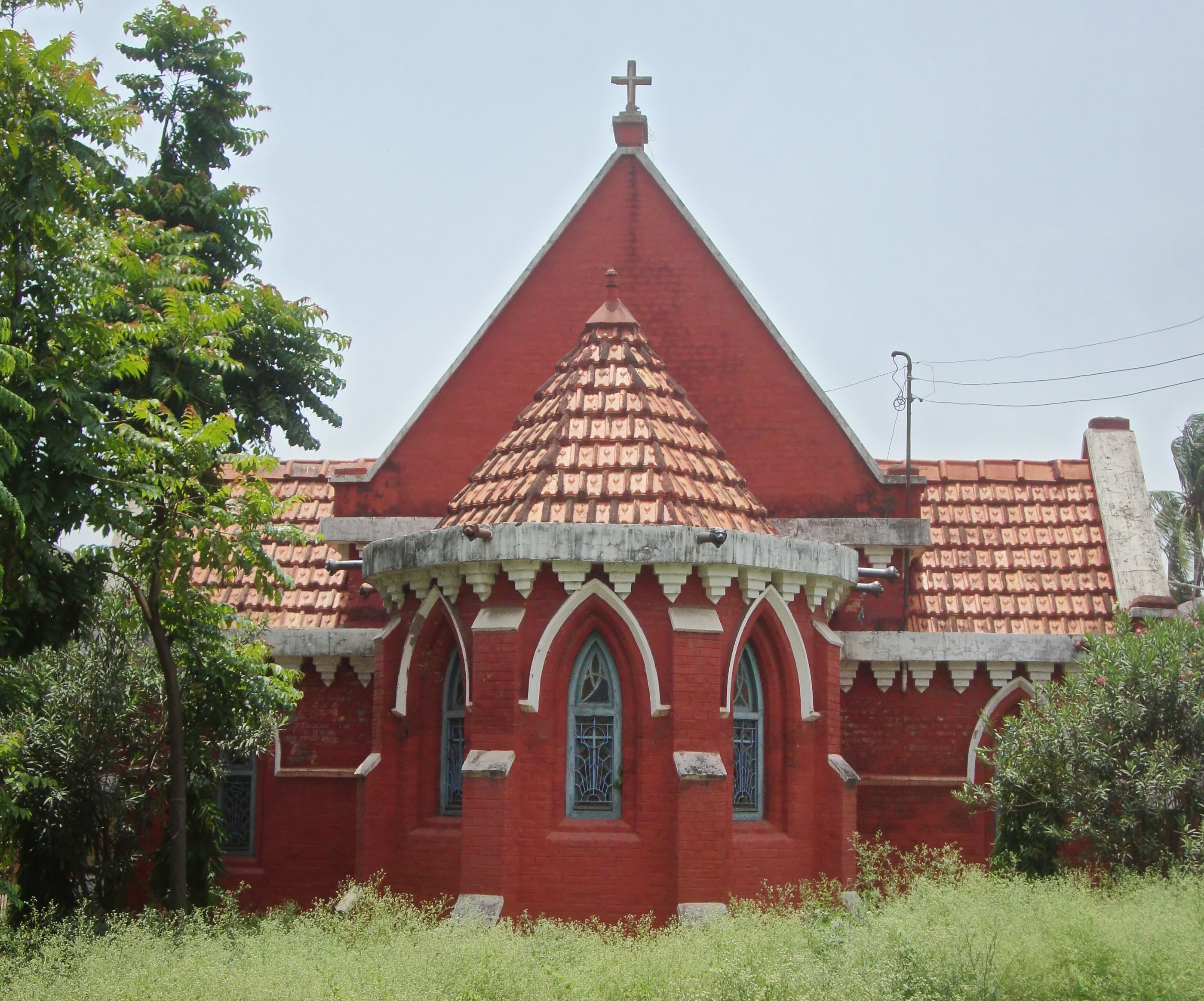
Kerk in Bardhaman
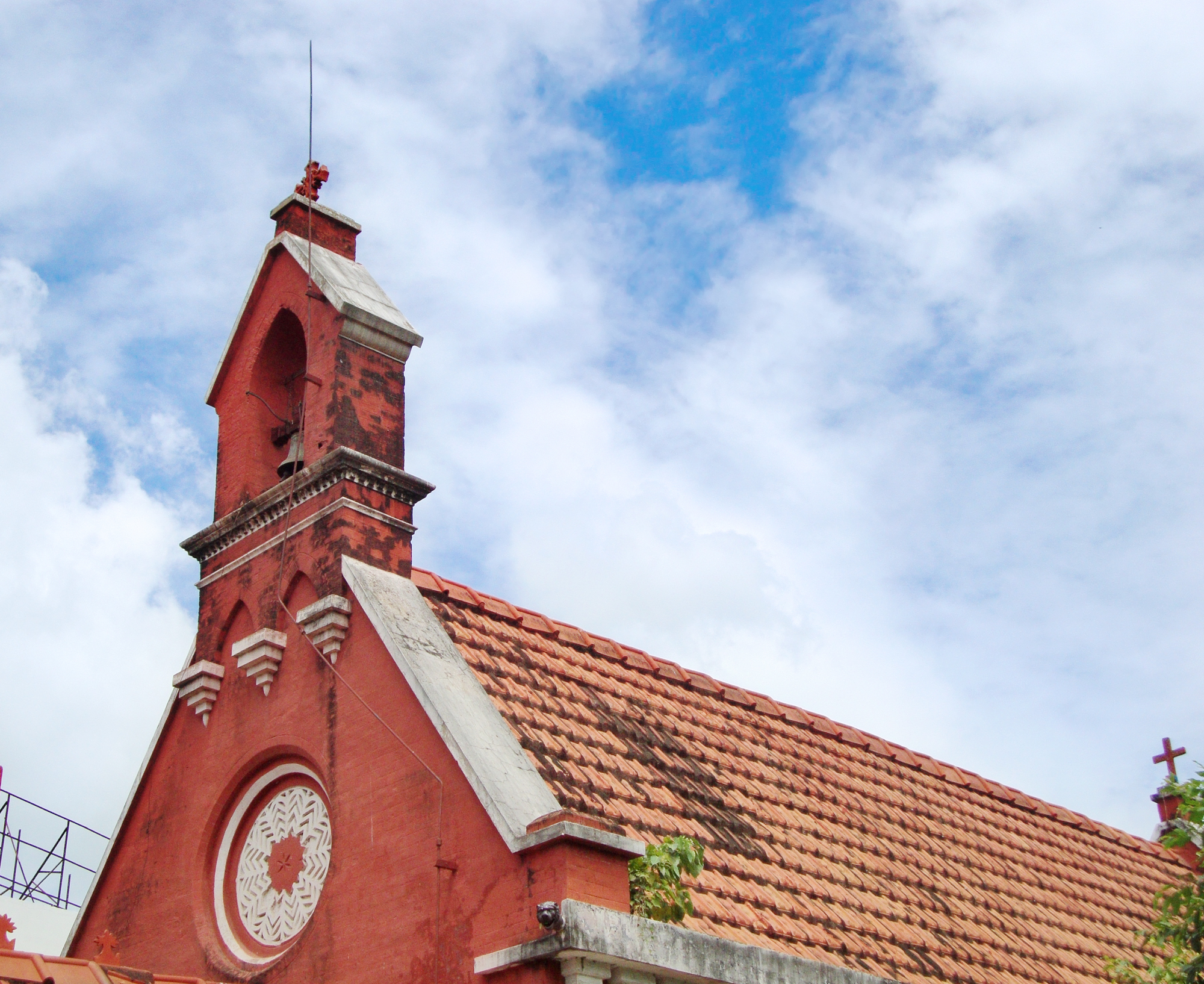
Kerk in Bardhaman
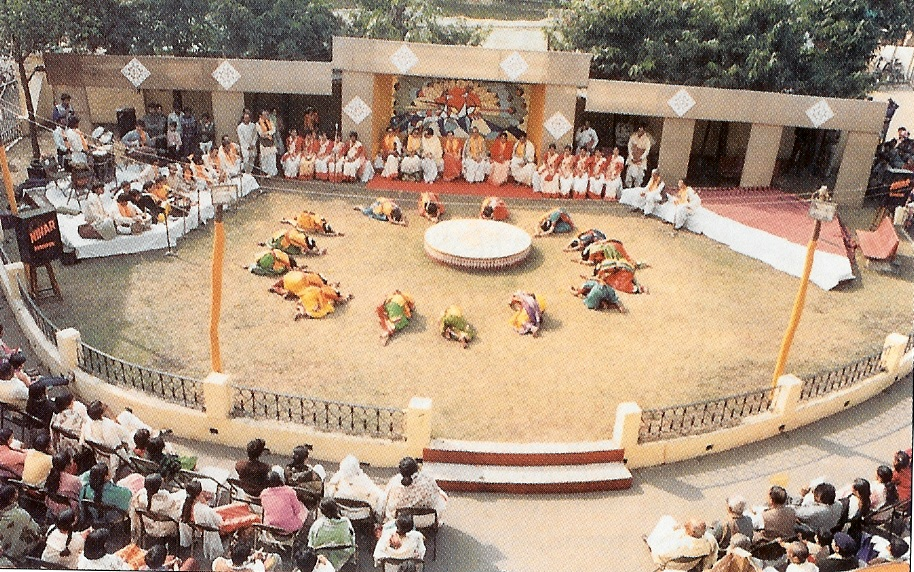
Bharati Bhaban
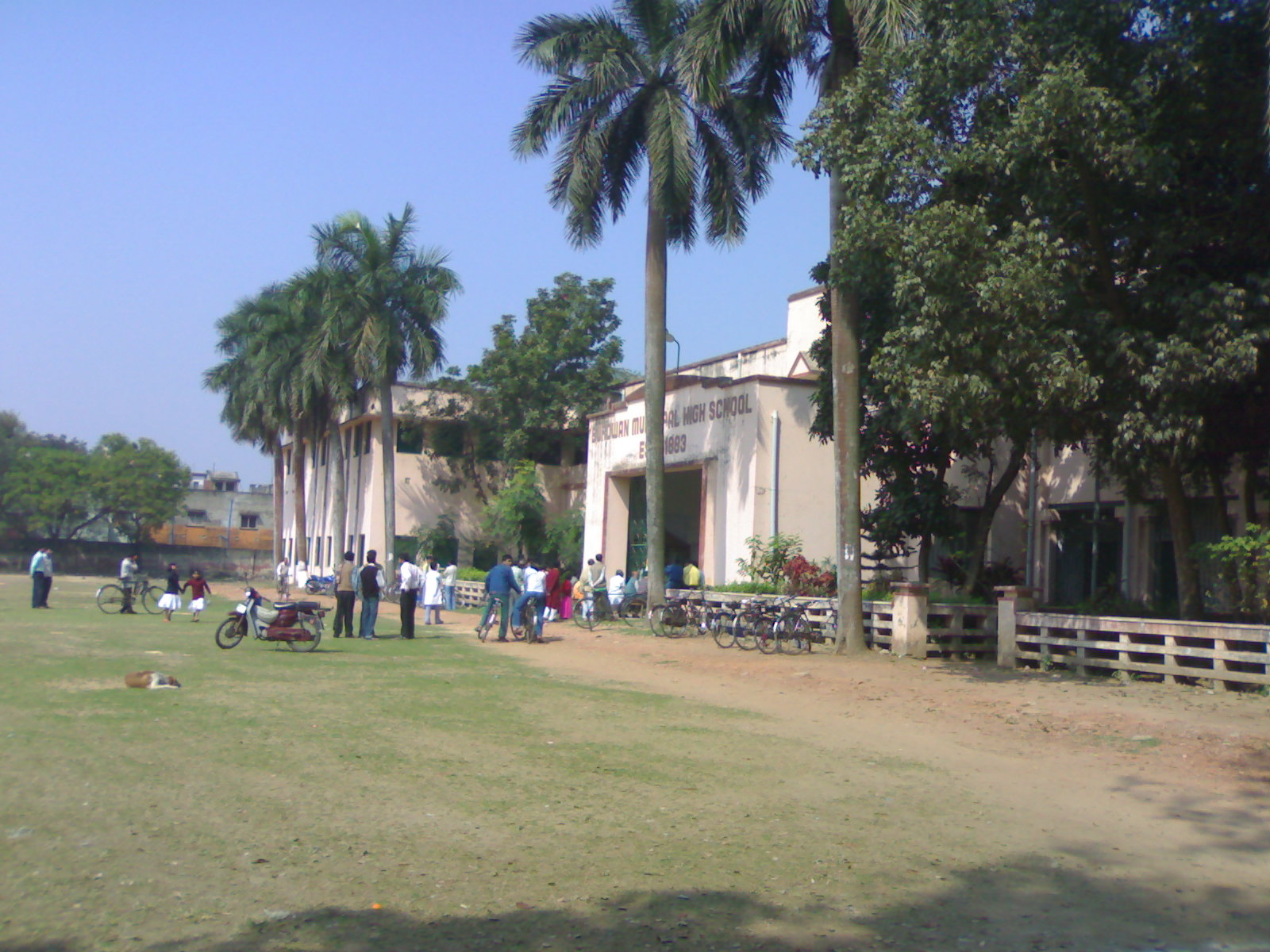
School in Bardhaman
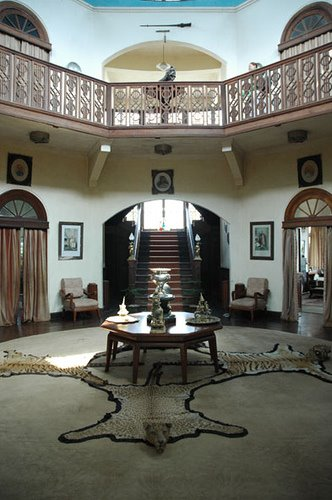
Paleis in Bardhaman
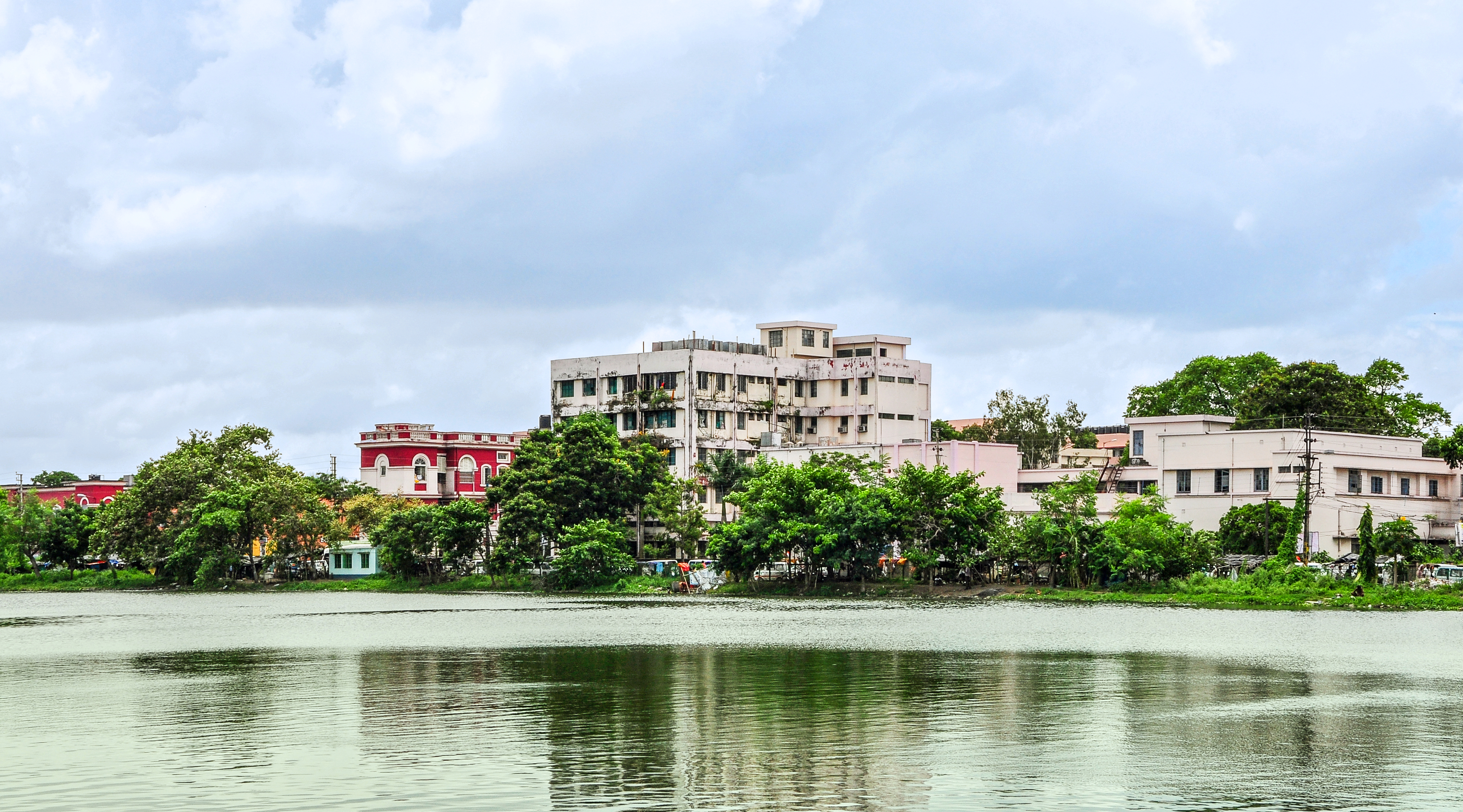
Ziekenhuis in Bardhaman
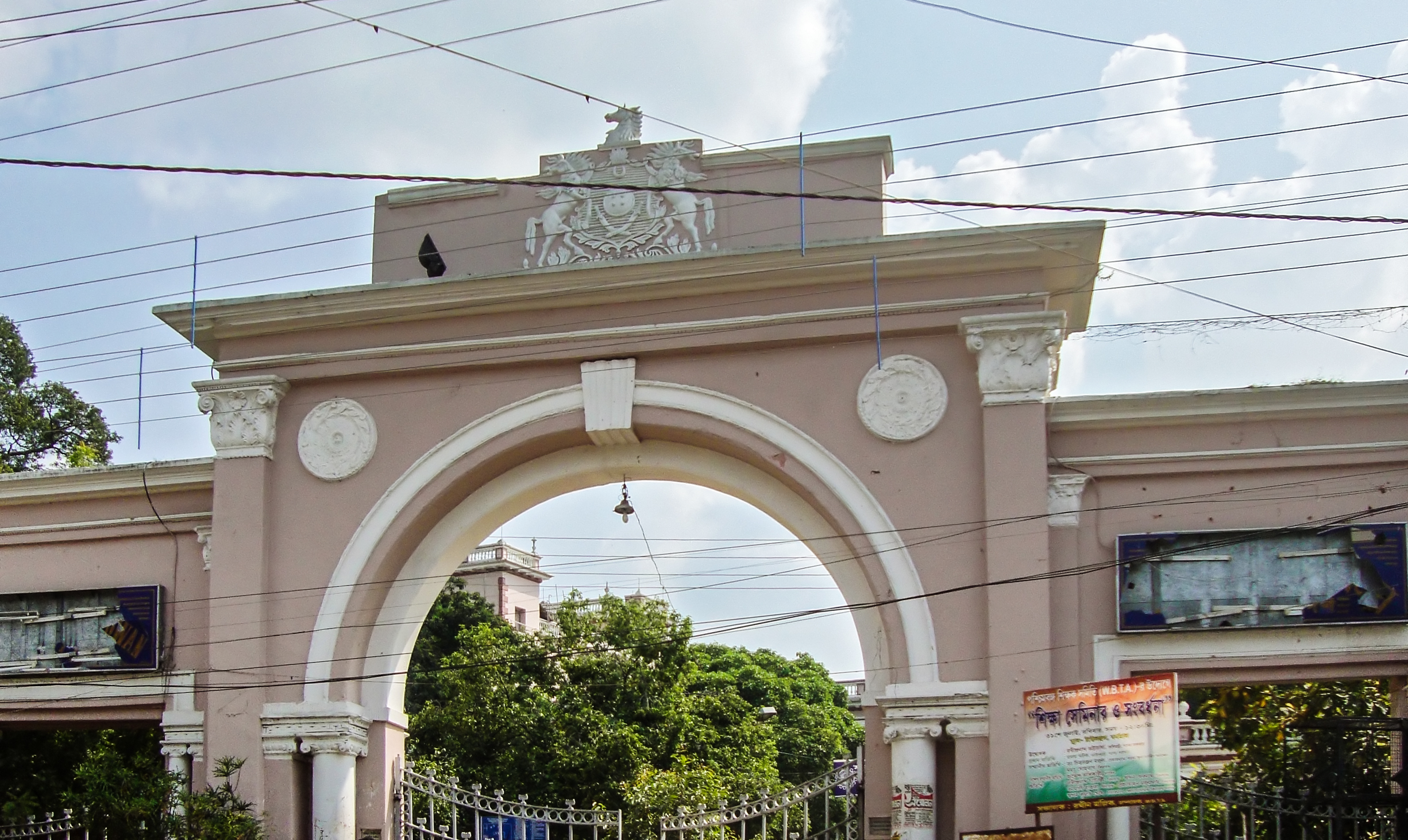
Toegangspoort van de universiteit van Bardhaman
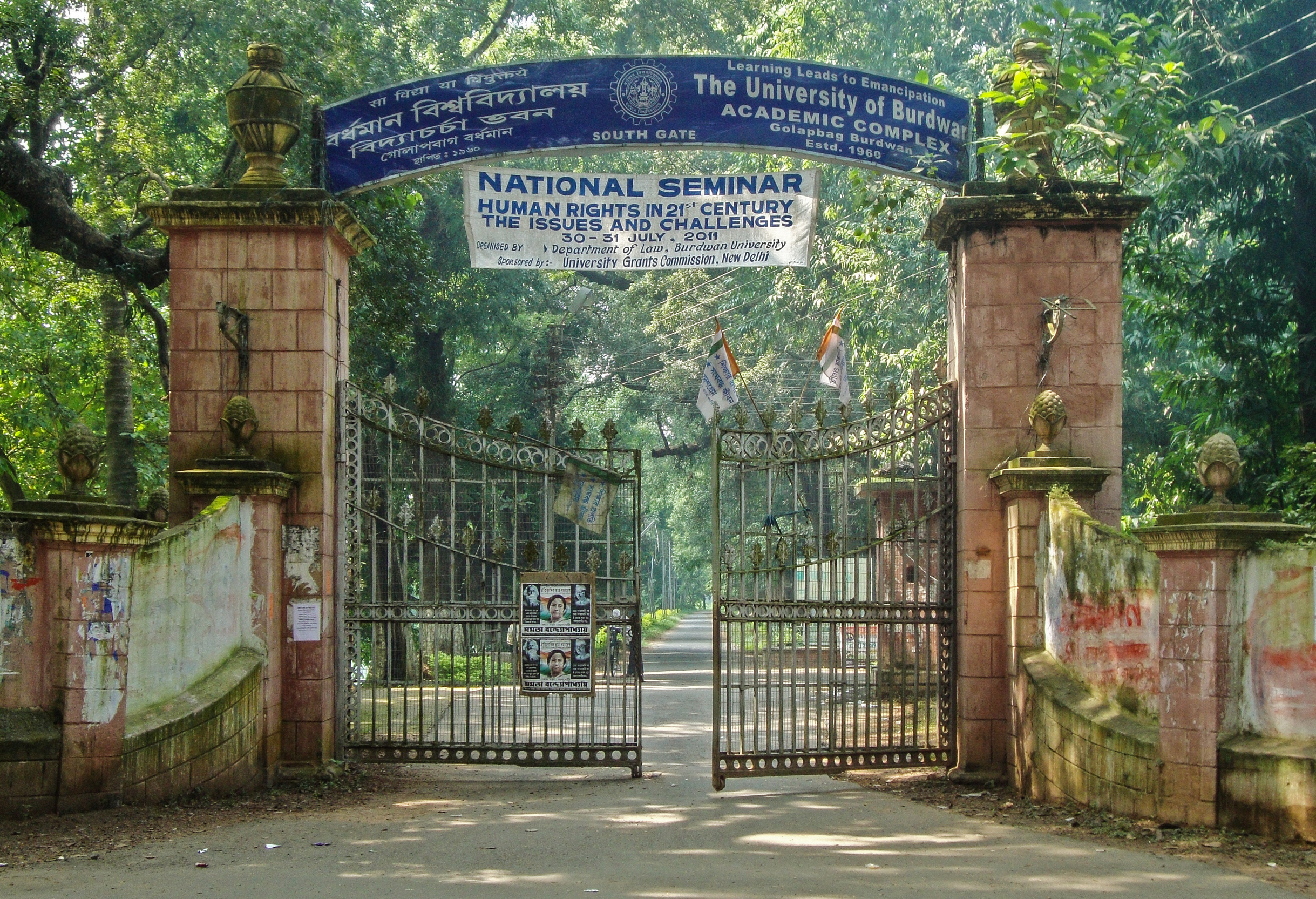
Toegangspoort van de universiteit van Bardhaman
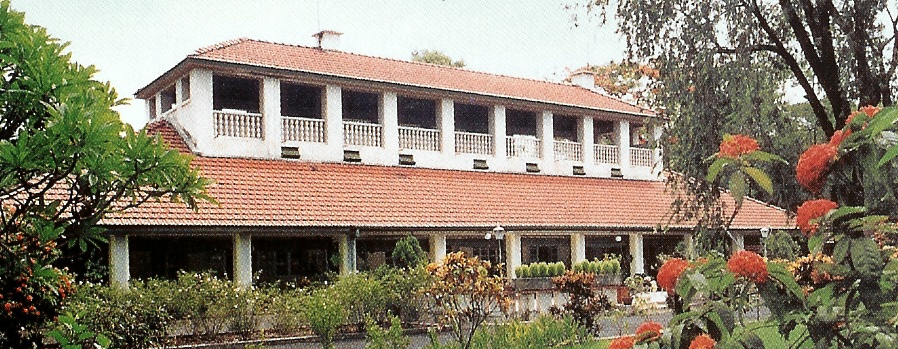
Bungalow in Burnpur
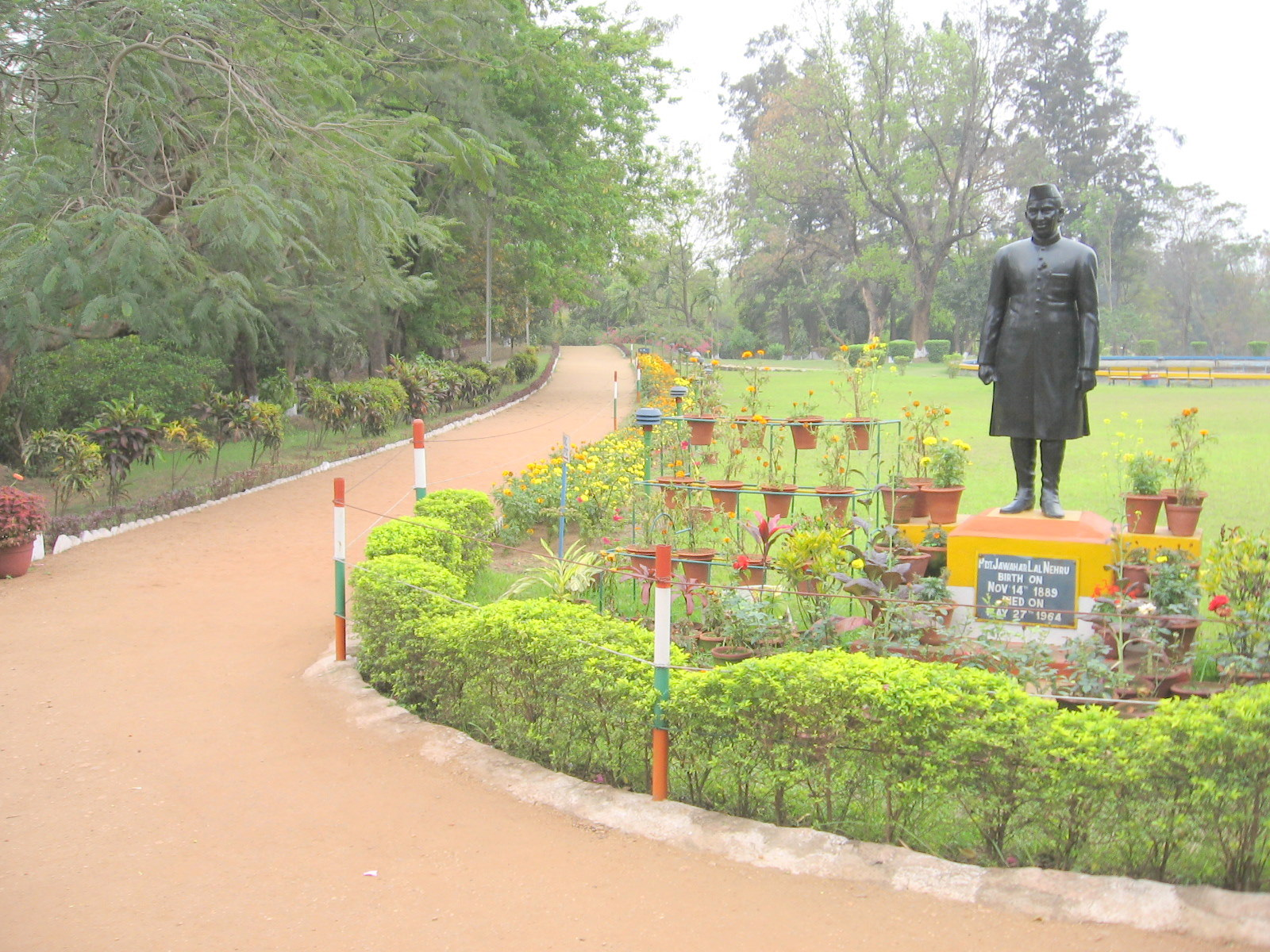
Nehrupark in Burnpur
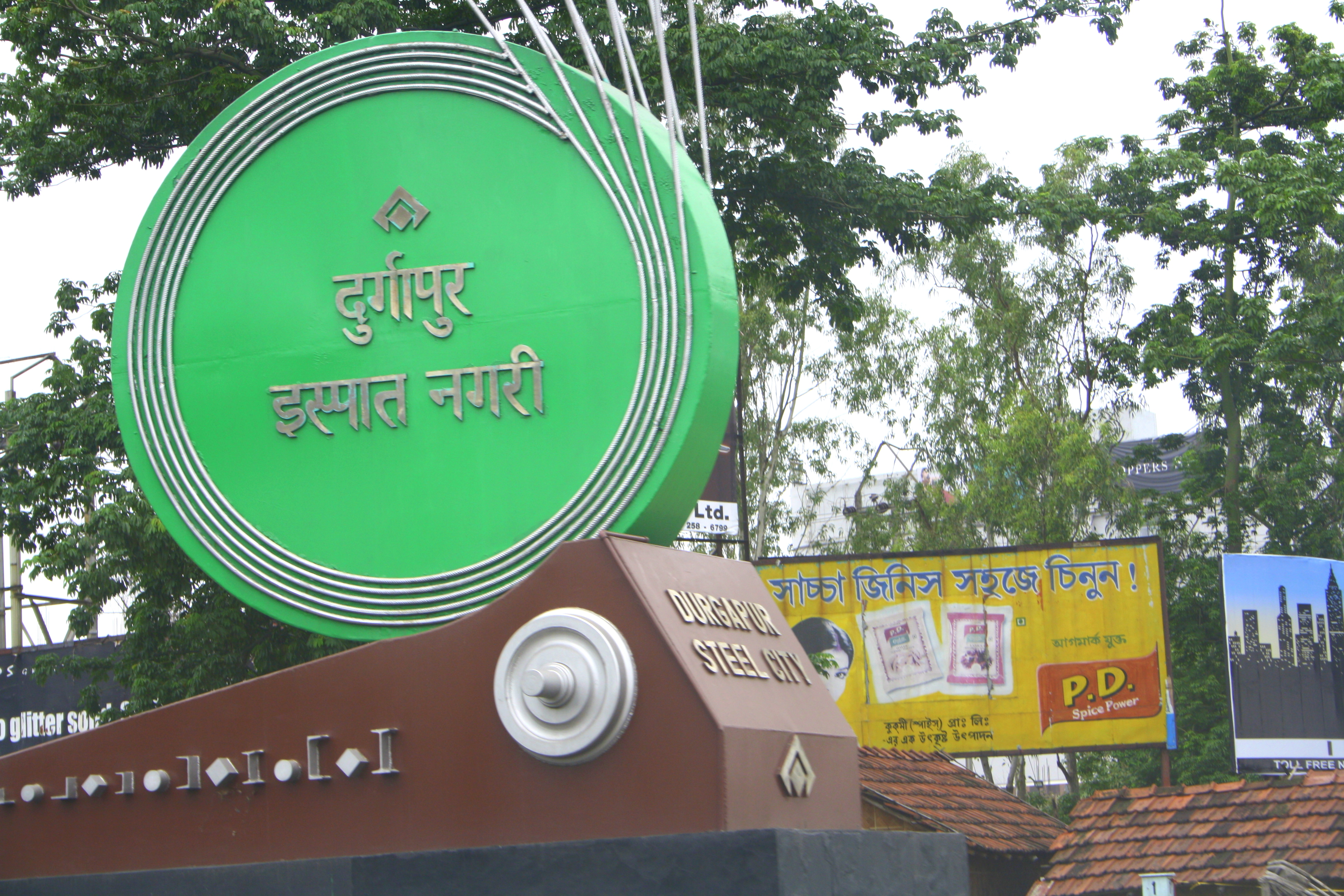
Durgapur
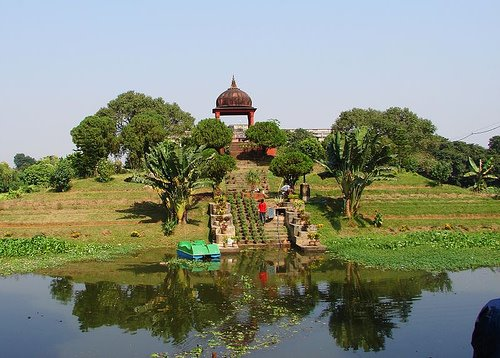
Golapbag
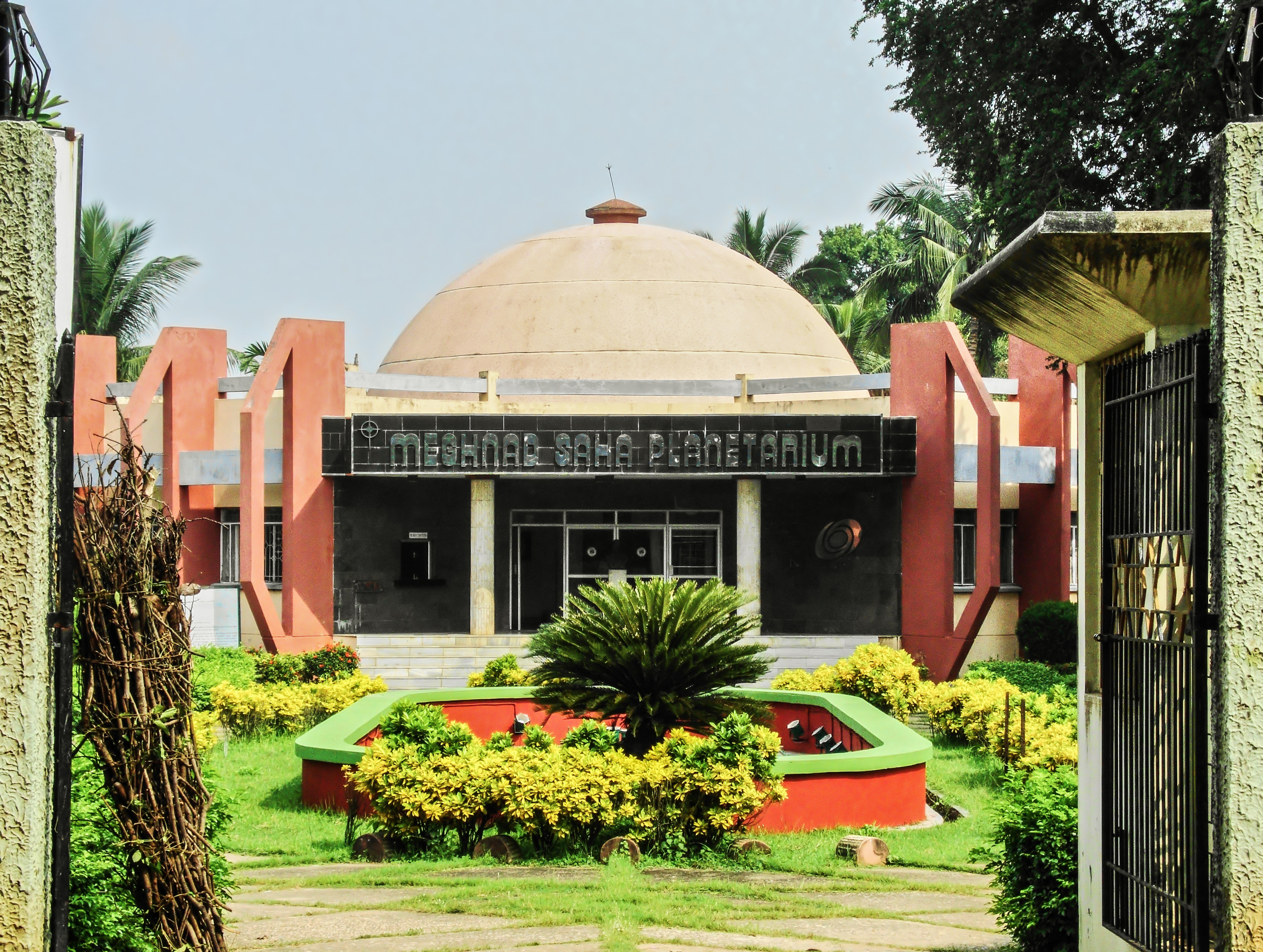
Het Meghnad Saha-planetarium in Bardhaman
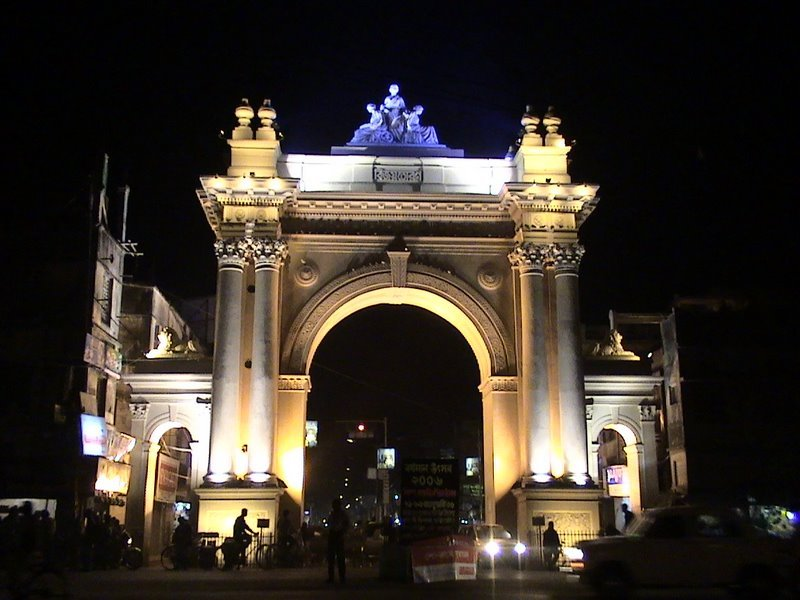
Curzon Gate in het centrum van Bardhaman
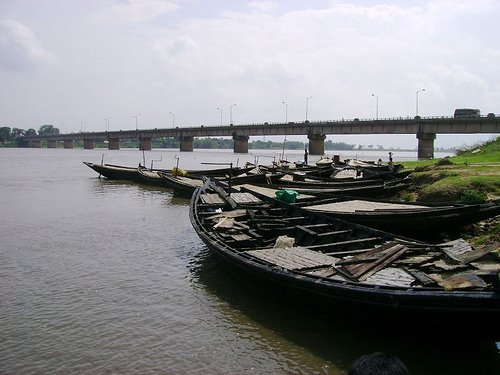
De rivier Damodar
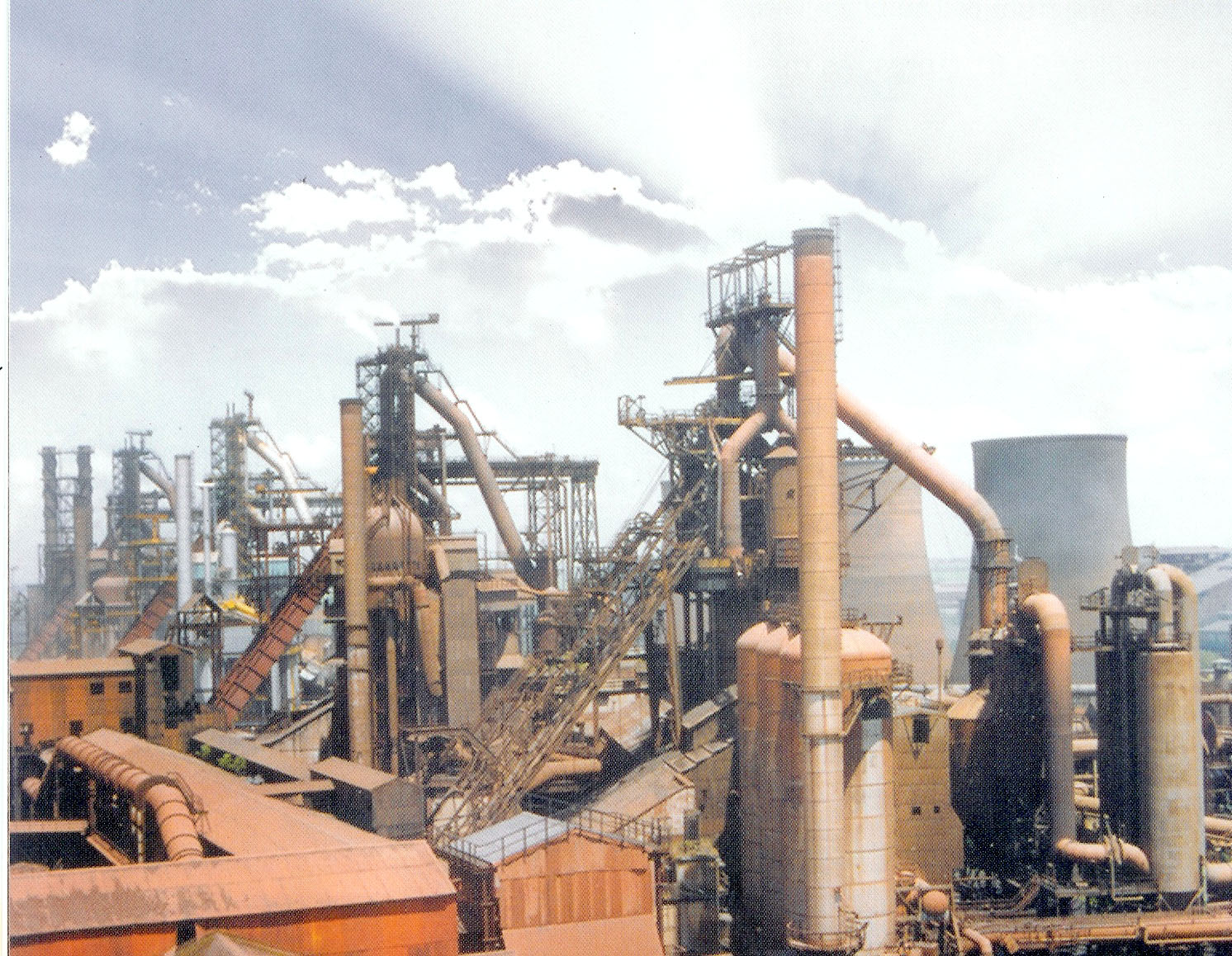
Staalbedrijf in Durgapur
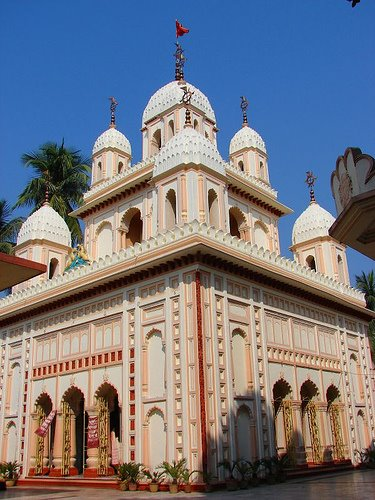
Sarbamangalatempel in Bardhaman
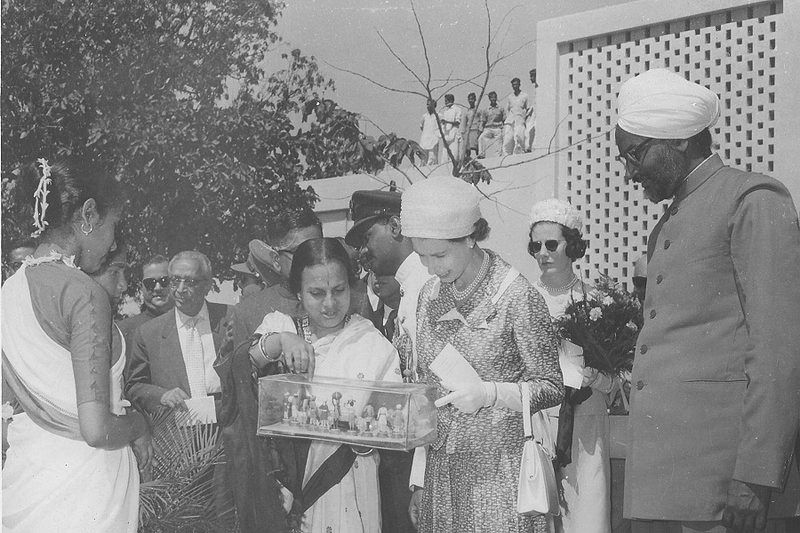
De Britse koningin Elizabeth in Durgapur

Hoofdstad: Calcutta (Kolkata)
Districten:
Divisie Bardhaman: Birbhum · Hooghly · Paschim Bardhaman · Purba Bardhaman
Divisie Jalpaiguri: Alipurduar · Cooch Behar · Darjeeling · Jalpaiguri · Kalimpong
Divisie Malda: Dakshin Dinajpur · Malda · Murshidabad · Uttar Dinajpur
Divisie Medinipur: Bankura · Jhargram · Paschim Medinipur · Purba Medinipur · Purulia
Presidency divisie: Calcutta · Dakshin 24 Parganas · Haora · Nadia · Uttar 24 Parganas